# Bisbat de Perigús

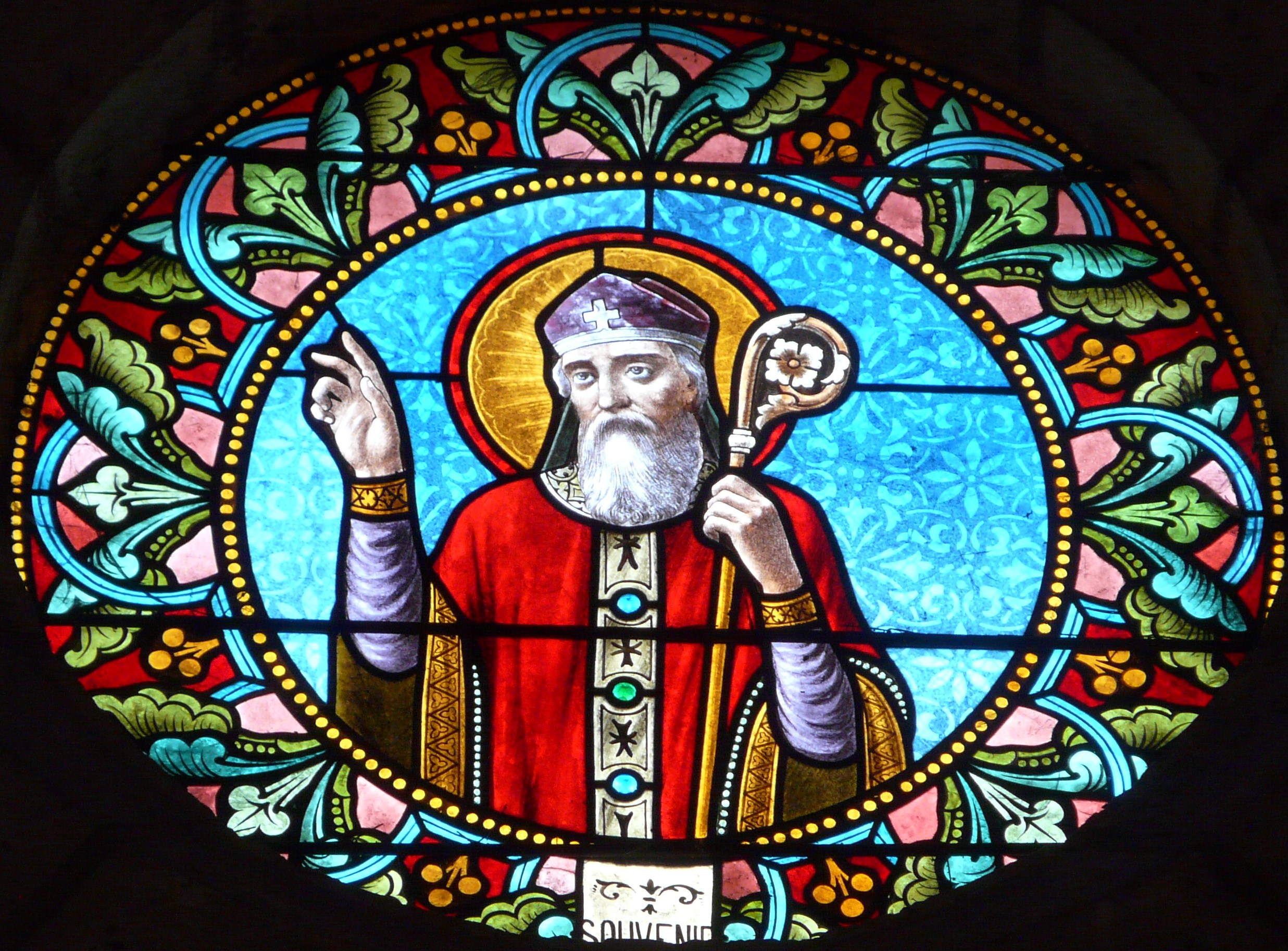
Vitrall que representa a Sant Frontó a l'església de Lalinde.

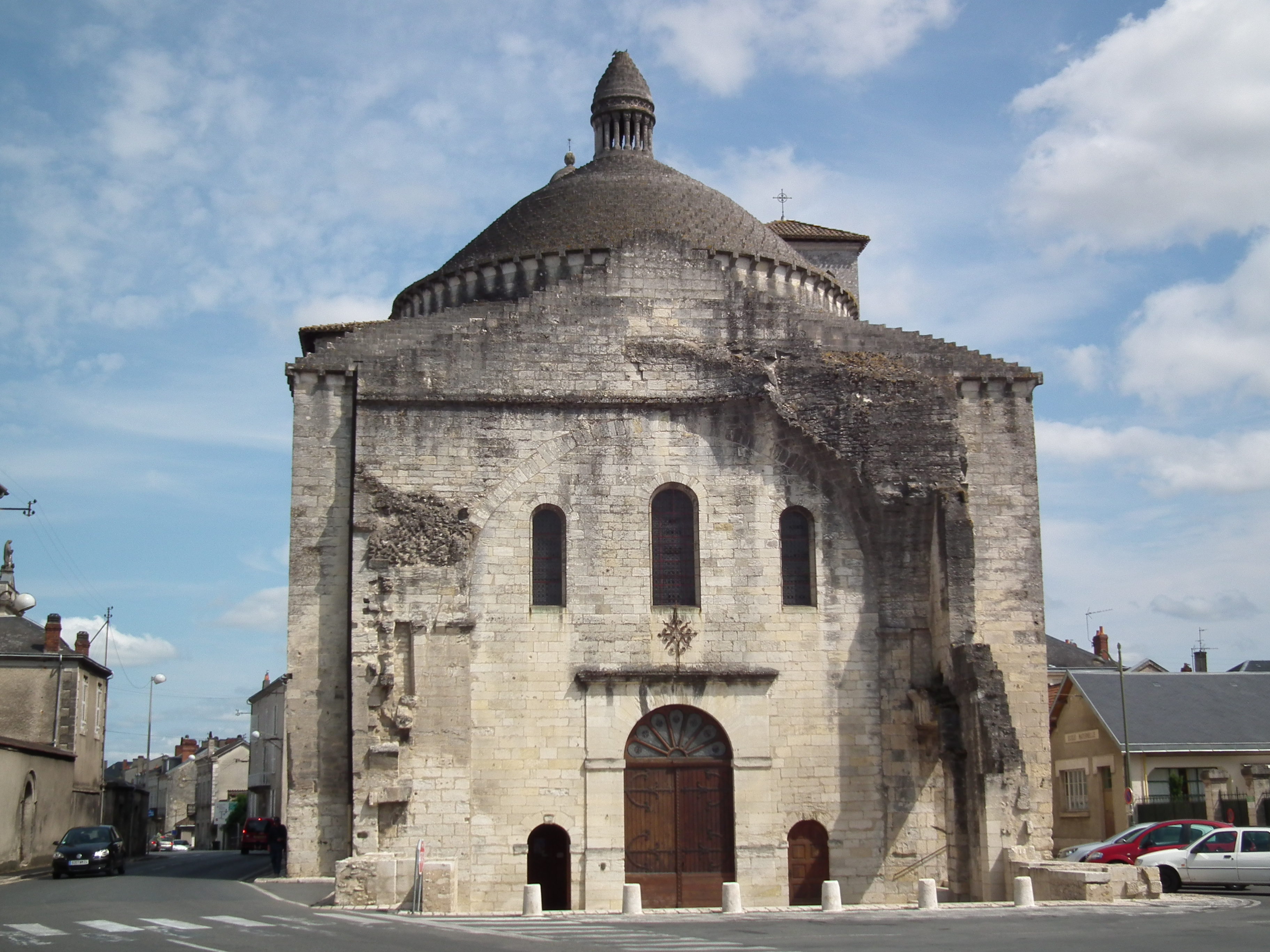
La primitiva catedral de Saint-Étienne-de-la-Cité.

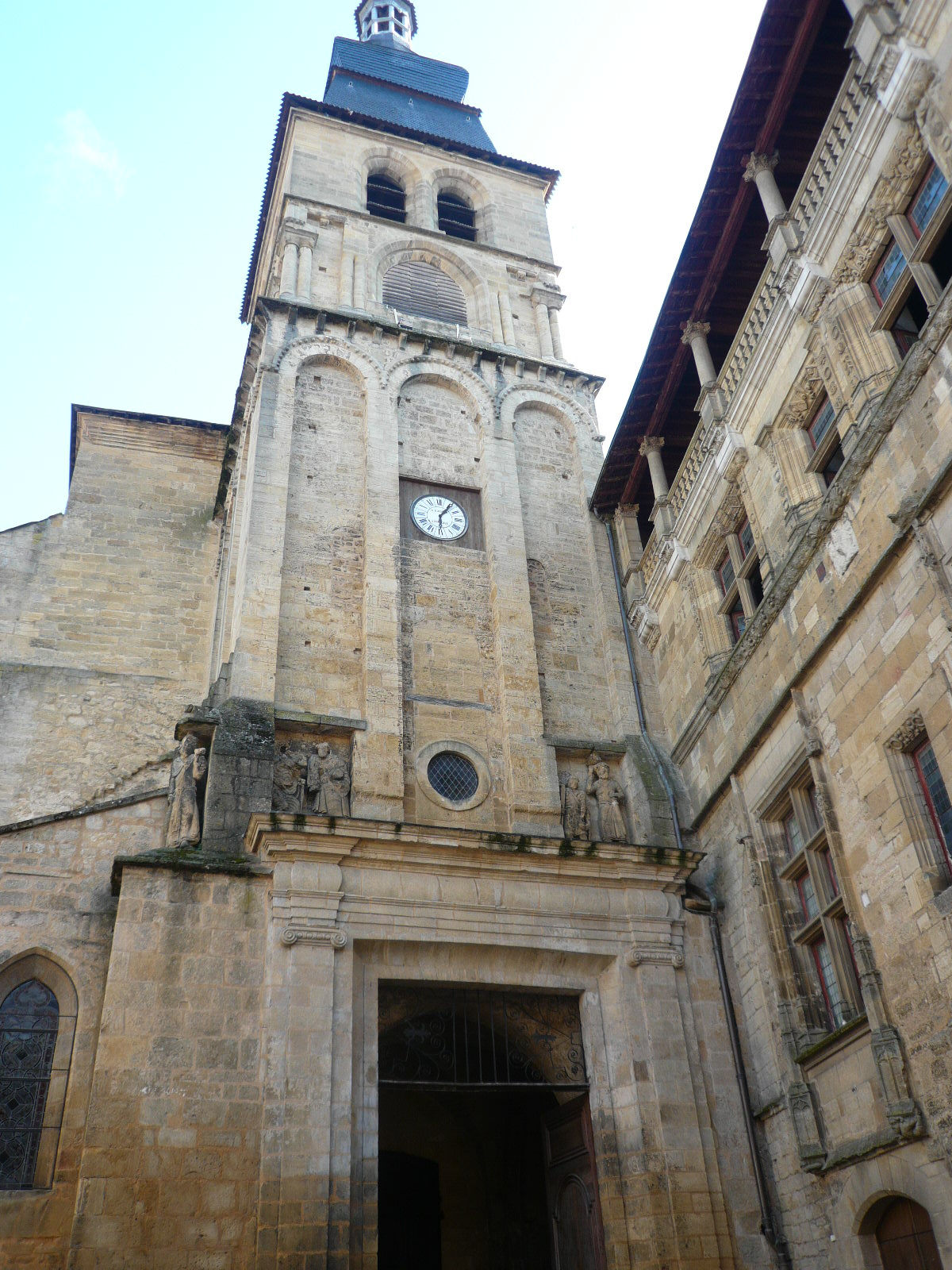
L'ex catedral de Sant Sacerdot a Sarlat-la-Canéda

El bisbat de Perigús (francès: Diocèse de Périgueux, llatí: Dioecesis Petrocoricensis) és una seu de l'Església Catòlica a França, sufragània de l'arquebisbat de Bordeus. Al 2013 tenia 355.900 batejats sobre una població de 412.082 habitants. Actualment està regida pel bisbe Philippe Mousset.

## Territori
La diòcesi comprèn el departament francès de Dordonya.
La seu episcopal és la ciutat de Perigús, on es troba la catedral de Sant Frontó i l'excatedral de Sant Esteve. A Sarlat-la-Canéda es troba la catedral de Sant Sacerdot.
El territori s'estén sobre 9.060 km² dividit en 28 parròquies.

## Història
La diòcesi està testificada a partir del segle iv, sufragània de l'arxidiòcesi de Bordeus, seu metropolitana de la província romana de l'Aquitània segona.
La tradició considera Saint Frontó el primer bisbe de Perigús, encara que algunes biografies dels segles X i xiii han identificat una identitat amb un sant egipci homònim de Nitria. El primer bisbe del qual hi ha registres històrics és Patern, que va ocupar la diòcesi a partir de mitjan segle iv i que va ser deposat el 360 com a partidari de l'arrianisme.
Al segle ix la ciutat va ser atacada pels normands i, en aquest període, es va interrompre el catàleg dels bisbes, encara que tradicionalment es van esmentar bisbes d'existència dubtosa. La diòcesi es va reprendre a final del segle x amb el bisbe Frotari, que va fundar un monestir en honor de sant Frontó al poble de Puy-Saint-Front.
El 13 d'agost de 1317 va cedir una part del seu territori per tal que s'erigís de la diòcesi de Sarlat.
Durant les guerres de religió del segle xvi, Perigús va ser conquistada pels calvinistes el 1575 i va romandre a les seves mans fins al 1581. En aquest context, molts monuments catòlics van ser destruïts, la catedral de Saint-Étienne-de-la-Cité va ser danyada (1577), i les relíquies de Saint Frontó van ser llançades al Dordonya.
El 1624, el bisbe François de la Béraudière va establir el seminari diocesà. El 1669 la catedral va ser traslladada de l'antiga església de Sant Esteve fins a l'església de San Frontó.
Després del concordat del 29 de novembre de 1801, i mitjançant la butlla Qui Christi Domini del Papa Pius VII, la diòcesi va ser suprimida i el seu territori va ser incorporat a la diòcesi d'Angulema.
Al juny de 1817 es va establir un nou concordat entre la Santa Seu i el govern francès, seguit el 27 de juliol per la butlla Commissa divinitus, amb la qual el papa va restaurar la seu de Perigús. També es va nomenar un nou bisbe, Alexandre de Lostanges-Saint-Alvère. No obstant això, el concordat no va entrar en vigor, ja que no va ser ratificat pel Parlament de París, i l'erecció de la diòcesi i el nomenament del bisbe no van tenir efecte. La diòcesi es va restablir de manera definitiva el 6 d'octubre de 1822 amb la butlla Paternae charitatis del Papa Pius VII, amb territori desmembrat de la diòcesi d'Angulema.
El 17 de juny de 1854 els bisbes de Perigús van guanyar el dret a afegir al seu títol el de la diòcesi suprimida de Sarlat, la seu està inclòs en els límits diocesans.

## Cronologia episcopal
- San Frontone †
- Aniano †[2]
- Paterno † (inicis de 356 - vers 360 deposat)[3]
- Pegasio † (primera meitat del segle V)[4]
- Cronopio † (inicis de 506 - després de 533)
- Sabaudo † (citat el 540/542 aproximadament)
- Carterio † (inicis de 582 - després de 585)
- Saffario † (citat el 590)
- Aggo † (citat el 614)[5]
- Austerio † (citat el 630)
- Ermenomario † (citat el 673/675)[6]
- Bertrando †
- Raimondo I †
- Ainardo †
- Sebaldo †[7]
- Frotario (o Fraterno) † (inicis de 976 - 8 de desembre de 991 mort)
- Martin de La Marche et de Périgord † (992 - 1000 mort)
- Rodolphe de Coué † (1000 - 1003 mort)
- Arnaud de Vitabre † (inicis de 1009 - 1036 o 1037 mort)
- Géraud de Gourdon † (vers 1037 - 21 de març de 1059 mort)
- Guillaume de Montberon † (1060 - de febrer de 1081 mort)
- Renaud de Tivier † (1081 - de novembre de 1099 mort)
- Raimond II † (1100 - 1101)
- Guillaume d'Auberoche † (1102 - vers 1129 mort)
- Guillaume de Nanclars † (1130 - 29 de desembre de 1138 mort)
- Geoffroi de Cauze † (1138 - 1142)
- Pierre I † (1142 - 1147)
- Raimond de Mareuil † (1148 - 1158 nomenat arquebisbe de Bordeus)
- Jean d'Assida † (1160 - 3 de maig de 1169 mort)
- Pierre Minet † (1169 - 11 d'abril de 1182 mort)
- Raimond de Pons † (1182 o 1183 - ?)
- Adhémar de La Torre † (1185 - 1197 renuncià)
- Raimond de Châteauneuf † (1197 - 1210 deposat)
- Raoul de Lastours de Laron † (vers 1210 - ?)
- Raimond de Pons † (inicis de 1220 - dopo d'octubre de 1232 renuncià)
- Pierre de Saint-Astier † (després de 27 de juliol de 1233 - inicis de 18 de novembre de 1267 renuncià)
- Elie Pilet † (19 d'abril de 1268 - 10 de maig de 1279 nomenat Patriarca de Jerusalem)
- Raimond d'Auberoche † (7 de juny de 1279 - després de 1294)
- Audouin † (1297 - vers 1312 mort)
- Raimond VII † (28 de gener de 1314 - 1341 mort)
- Guillaume Audibert † (1 d'octubre de 1341 - 1347 mort)
  - Adhémar II † (8 de juny de 1347 - 1347 mort) (bisbe eletto)
- Arnaud de Villemur, C.R.S.A. † (15 d'octubre de 1347 - 13 de febrer de 1348 nomenat bisbe de Pamiers)
- Guillaume de la Garde † (13 de febrer de 1348 - 27 de juliol de 1349 nomenat arquebisbe de Braga)
- Pierre Pin † (27 de juliol de 1349 - després de 1382 mort)
- Obbedienza romana:
  - Pierre †
  - Adhémar †
  - Guillaume Lefèvre (Fabri), O.F.M. † (3 de gener de 1401 - ?)[8]
- Obbedienza avignonese:
  - Elie Servient † (24 d'octubre de 1384 - després de 1385 mort)
  - Pierre de Durfort, O.P. † (22 de març de 1387 - després de 1400 mort)
  - Raimond de Castalnau-Bretonoux † (24 de gener de 1404 - 28 de juny de 1413 nomenat bisbe de Lombez)
  - Etienne, O.P. † (6 de desembre de 1415 - ?)
- Bérenger d'Arpajon[9] † (14 de març de 1414 - vers 1436 mort)
- Hélie de Bourdeilles, O.F.M.Conv. † (18 de novembre de 1437 - 16 de maig de 1468 nomenat arquebisbe de Tours)
- Raoul du Fou † (8 de juny de 1468 - 6 de juliol de 1470 nomenat bisbe d'Angulema)
- Geoffroi de Pompadour † (6 de juliol de 1470 - 15 de març de 1486 nomenat bisbe de Lo Puèi de Velai)
- Gabriel du Mas † (15 de març de 1486 - 1500 mort)
- Geoffroi de Pompadour † (20 de juliol de 1500 - 1511 mort) (per segona vegada)
- Gui de Castelnau-Bretenoux † (3 de desembre de 1511 - 1522 renuncià)
- Jacques de Castelnau-Bretenoux † (22 de desembre de 1522 - 10 d'agost de 1524 mort)
- Jean de Plas † (23 d'abril de 1525 - 4 d'agost de 1531 nomenat bisbe de Bazas)
- Foucaud de Bonneval † (4 d'agost de 1531 - 1540 mort)
  - Claude de Longwy de Givry † (27 d'agost de 1540 - 27 d'agost de 1541 renuncià) (administrador apostòlic)
  - Agostino Trivulzio † (27 d'agost de 1541 - 30 de març de 1548 mort) (administrador apostòlic)
- Jean de Lustrac † (17 d'agost de 1548 - 18 de juliol de 1550 mort)
- Geoffroi de Pompadour † (20 d'octubre de 1550 - 1552 mort)
- Gui Bouchard d'Aubeterre † (30 d'abril de 1554 - 1560 mort)
- Pierre Fournier † (31 de gener de 1561 - 14 de juliol de 1575 mort)
- François de Bourdeille † (19 de novembre de 1576 - 1600 renuncià)
- Jean Martin † (15 o 24 de maig de 1600 - 5 de gener de 1612 mort)
- François de La Béraudière † (17 de febrer de 1614 - 14 de maig de 1646 mort)
  - Jean d'Estrades † (de juliol de 1646 - 10 de febrer de 1648 nomenat bisbe de Condom) (bisbe electe)
- Philibert de Brandon † (28 de setembre de 1648 - 1652 mort)
- Cyr de Villers-la-Faye † (21 de juliol de 1653 - 4 de maig de 1665 mort)
- Guillaume le Boux † (15 de desembre de 1666 - 4 d'agost de 1693 mort)
- Daniel de Francheville † (9 de novembre de 1693 - 26 de maig de 1702 mort)
- Pierre Clément † (25 de setembre de 1702 - 8 de gener de 1719 mort)
- Michel d'Argouges † (16 de juny de 1721 - 13 de novembre de 1731 mort)
- Jean-Chrétien de Macheco de Prémeaux † (31 de març de 1732 - 28 de novembre de 1771 mort)
- Gabriel-Louis de Rougé † (30 de març de 1772 - de novembre de 1772 mort)
- Emmanuel-Louis de Grossoles de Flamarens † (14 de juny de 1773 - de juny de 1815 mort)[10]
  - Seu suprimida (1801-1822)
- Alexandre-Charles-Louis-Rose de Lostanges-Saint-Alvère † (1 d'octubre de 1817 - 11 d'agost de 1835 mort)[11]
- Thomas-Marie-Joseph Gousset † (1 de febrer de 1836 - 13 de juliol de 1840 nomenat arquebisbe de Reims)
- Jean-Baptiste-Amédée Georges-Massonnais † (14 de desembre de 1840 - 20 de desembre de 1860 mort)
- Charles-Théodore Baudry † (18 de març de 1861 - 28 de març de 1863 mort)
- Nicolas-Joseph Dabert † (28 de setembre de 1863 - 28 de febrer de 1901 mort)
- François-Marie-Joseph Delamaire † (18 d'abril de 1901 - 3 de setembre de 1906 renuncià i nomenat arquebisbe titular de Metimna)
- Henri-Louis-Prosper Bougoin † (12 de setembre de 1906 - 1 de gener de 1915 mort)
- Maurice-Louis-Marie Rivière † (1 de juny de 1915 - 9 de juliol de 1920 nomenat arquebisbe d'Ais)
- Christophe-Louis Légasse † (13 d'agost de 1920 - 30 de juliol de 1931 mort)
- Georges-Auguste Louis † (16 d'agost de 1932 - 3 d'agost de 1965 jubilat)
- Jacques-Julien-Émile Patria † (3 d'agost de 1965 - 15 d'octubre de 1988 renuncià)
- Gaston Élie Poulain, P.S.S. † (15 d'octubre de 1988 - 5 de març de 2004 jubilat)
- Michel Pierre Marie Mouïsse (5 de març de 2004 - 18 de juny de 2014 jubilat)
- Philippe Mousset, des del 18 de juny de 2014

## Estadístiques
A finals del 2013, la diòcesi tenia 355.900 batejats sobre una població de 412.082 persones, equivalent al 86,4% del total.
| any  | població | població | població | sacerdots | sacerdots       | sacerdots       | sacerdots             | diaques | religiosos | religiosos | parròquies |
| ---- | -------- | -------- | -------- | --------- | --------------- | --------------- | --------------------- | ------- | ---------- | ---------- | ---------- |
| any  | batejats | total    | %        | total     | clergat secular | clergat regular | batejats por sacerdot | diaques | homes      | dones      |            |
| 1950 | 381.000  | 386.000  | 98,7     | 359       | 334             | 25              | 1.061                 |         | 40         |            | 536        |
| 1969 | 360.000  | 374.073  | 96,2     | 255       | 229             | 26              | 1.411                 |         | 28         | 520        | 126        |
| 1980 | 367.000  | 374.000  | 98,1     | 222       | 180             | 42              | 1.653                 | 1       | 74         | 420        | 538        |
| 1990 | 387.000  | 395.000  | 98,0     | 172       | 146             | 26              | 2.250                 | 4       | 64         | 332        | 538        |
| 1999 | 303.000  | 394.000  | 76,9     | 148       | 130             | 18              | 2.047                 | 7       | 52         | 275        | 30         |
| 2000 | 304.000  | 396.000  | 76,8     | 148       | 133             | 15              | 2.054                 | 9       | 49         | 270        | 30         |
| 2001 | 305.000  | 396.000  | 77,0     | 147       | 130             | 17              | 2.074                 | 9       | 53         | 240        | 30         |
| 2002 | 280.000  | 390.000  | 71,8     | 139       | 123             | 16              | 2.014                 | 9       | 52         | 220        | 30         |
| 2003 | 290.000  | 390.000  | 74,4     | 137       | 122             | 15              | 2.116                 | 9       | 55         | 191        | 30         |
| 2004 | 290.000  | 390.000  | 74,4     | 117       | 101             | 16              | 2.478                 | 11      | 42         | 214        | 30         |
| 2013 | 355.900  | 412.082  | 86,4     | 91        | 77              | 14              | 3.910                 | 9       | 44         | 140        | 28         |